# Maize
Maize är en ort i Sedgwick County i Kansas. Vid 2010 års folkräkning hade Maize 3 420 invånare.